# Mérey-sous-Montrond
Mérey-sous-Montrond är en kommun i departementet Doubs i regionen Bourgogne-Franche-Comté i östra Frankrike. Kommunen ligger i kantonen Ornans som tillhör arrondissementet Besançon. År 2018 hade Mérey-sous-Montrond 436 invånare.

## Befolkningsutveckling
Antalet invånare i kommunen Mérey-sous-Montrond
Referens:INSEE